# Empusella
Empusella es un género monotípico de orquídeas: Su única especie: Empusella endotrachys (Rchb.f.) Luer, Monogr. Syst. Bot. Missouri Bot. Gard. 95: 258 (2004), es originaria de Sudamérica. 
Este género fue considerado una vez como parte integrante de Pleurothallis y, desde su publicación en el 2004, es un género segregado, aunque aún no está aceptado de forma unánime.

## Descripción
Es una orquídea de tamaño pequeño, de hábitos epifitas con ramicaules, gruesos, cortos, sulcados que llevan a una sola hoja, apical, carnosa, oblanceolada, obtusa o subaguda, así como el ápice tridentado, poco a poco estrechándose abajo hasta quedar la base peciolada. Florece en una inflorescencia nueva erguida o colgante con flores sucesivamente abiertas y el tallo alargado, robusto ,de 12,5 a 35 cm de largo, apical, racemoso, con hasta 10 flores, la inflorescencia que es más larga que las hojas y tiene un raquis fractiflexo y conduplicadas brácteas: La floración se produce en el verano.

## Distribución y hábitat
Se encuentra en México, El Salvador, Guatemala, Costa Rica, Panamá, Colombia y Venezuela en los troncos de grandes árboles en los bosques nubosos o nebliselvas en alturas de 1300 a 2500 metros.

## Sinonimia
- Pleurothallis endotrachys (Rchb.f.)
- Humboldtia endotrachys [Rchb.] O. Ktze. 1891;
- Humboltia endotrachys (Rchb. f.) Kuntze 1891;
- Kraenzlinella platyrachis Rolfe Rolfe 1915;
- Masdevallia platyrhachis Rolfe 1888;
- Pleurothallis pfavii Rchb.f 1886;
- Pleurothallis platyrhachis [Rolfe] Rolfe 1890;
- Pleurothallis spectabilis Ames & Scheinf. 1925;
- Specklinia endotrachys (Rchb.f.) Pridgeon & M.W.Chase 2001[2]